# Слейтер-стрит
Слейтер-стрит, англ. Slater Street — одна из улиц в центральной части г. Оттава, Канада. Имеет одностороннее движение с запада на восток. По ней идёт движение транзита Оттавского городского транспорта в сторону моста Макензи-кинг (встречный поток идёт по параллельной Альберт-стрит к северу).
Начинается к востоку от Бут-стрит, где Альберт-стрит делится на две улицы с односторонним движением: продолжение Альберт-стрит и Слейтер-стрит. Далее Слейтер-стрит поднимается на холм, на вершине которого пересекает Бронсон-авеню. Далее улица проходит мимо здания бывшей Высшей технической школы Оттавы, идёт через центр города, где вокруг неё расположены офисные центры и правительственные здания. Заканчивается у Элгин-стрит, где движение сливается с Альберт-стрит и идёт в направлении моста Макензи-Кинг.